# Abraeus perpusillus
Abraeus perpusillus är en skalbaggsart som först beskrevs av Thomas Marsham 1802.  Abraeus perpusillus ingår i släktet Abraeus och familjen stumpbaggar. Arten är reproducerande i Sverige. Inga underarter finns listade i Catalogue of Life.